# Ernst Oberaigner
Ernst Obereigner (ur. 5 listopada 1932 w Saalfelden, zm. 17 kwietnia 2023 tamże) – austriacki narciarz alpejski, brązowy medalista mistrzostw świata.
Podczas mistrzostw świata w Åre w 1954 roku wywalczył brązowy medal w zjeździe. W zawodach tych wyprzedzili go jedynie dwaj rodacy: Christian Pravda i Martin Strolz. Był to jego jedyny start na tej imprezie. Sześć lat później brał udział w igrzyskach olimpijskich w Squaw Valley, gdzie został zdyskwalifikowany w slalomie. Nigdy więcej nie wystartował na igrzyskach olimpijskich.

## Osiągnięcia

### Igrzyska olimpijskie
| Miejsce | Dzień     | Rok  | Miejscowość  | Konkurencja | Czas biegu | Strata | Zwycięzca        |
| ------- | --------- | ---- | ------------ | ----------- | ---------- | ------ | ---------------- |
| DSQ     | 24 lutego | 1960 | Squaw Valley | Slalom      | 2:08,9     | -      | Ernst Hinterseer |

### Mistrzostwa świata
| Miejsce | Dzień     | Rok  | Miejscowość  | Konkurencja | Czas biegu | Strata | Zwycięzca        |
| ------- | --------- | ---- | ------------ | ----------- | ---------- | ------ | ---------------- |
| 3.      | 7 marca   | 1954 | Åre          | Zjazd       | 1:59,6     | +2,8   | Christian Pravda |
| DSQ     | 24 lutego | 1960 | Squaw Valley | Slalom      | 2:08,9     | -      | Ernst Hinterseer |